# خارلنژ
خارلنژ (به لهستانی:  Charlęż) یک روستا در لهستان است که در گمینا سپیچن واقع شده‌است. خارلنژ ۷۴۰ نفر جمعیت دارد.